# Euglossa augaspis
Euglossa augaspis là một loài Hymenoptera trong họ Apidae. Loài này được Dressler mô tả khoa học năm 1982.